# Chris Sanders (regista)

Firma di Chris Sanders

Christopher Michael Sanders, detto Chris (Colorado Springs, 12 marzo 1962), è un regista, sceneggiatore, produttore cinematografico, doppiatore e animatore statunitense.

## Biografia
Chris Sanders nasce il 12 marzo a colorado springs nel 1962. 
carriera 
Nominato a quattro premi Oscar al miglior film d'animazione, ha diretto film come Lilo & Stitch e Dragon Trainer e ha collaborato a importanti progetti Disney come Il re leone e Mulan. 
Vita privata 
Nel 2015 si è sposato con l'artista Jessica Steele.

## Filmografia parziale

### Regista
- Lilo & Stitch (2002)
- Dragon Trainer (How to Train Your Dragon) (2010)
- I Croods (The Croods) (2013)
- Il richiamo della foresta (The Call of the Wild) (2020)
- Il robot selvaggio (The wild robot) (2024)

### Sceneggiatore
- La bella e la bestia (1991) - storia
- Aladdin (1992) - storia
- Il re leone (1994) - storia
- Mulan (1998) - supervisore storia
- Lilo & Stitch (2002)
- Mulan II (2004) - personaggi
- Dragon Trainer (How to Train Your Dragon) (2010)
- I Croods (The Croods) (2013)
- Il robot selvaggio (2024)

### Scenografo
- Il re leone (1994)

### Dipartimento artistico
- Bianca e Bernie nella terra dei canguri (1990)
- La bella e la bestia (1991)

### Doppiatore

#### Cinema
- Lilo & Stitch (2025)

#### Film d'animazione
- Mulan (1998)
- Lilo & Stitch (2002)
- Provaci ancora Stitch! (Stitch! The Movie) (2003)
- Lilo & Stitch - serie TV (2003-2006)
- Il re leone 3 - Hakuna Matata (2004)
- Lilo & Stitch 2 - Che disastro Stitch! (2005)
- Leroy & Stitch (2006)
- I Croods (The Croods) (2013)
- I pinguni di Madagascar (2014)
- I Croods 2 - Una nuova era (The Croods: A New Age) (2020)

## Doppiatori italiani
- Nelle versioni in italiano in cui ha recitato Chris Sanders è stato doppiato da:
- Larry Kapust in Provaci ancora Stitch!, Lilo & Stitch (serie animata), Lilo & Stitch 2 - Che disastro Stitch!, Leroy & Stitch
- Marco Guadagno in I Croods, I Croods 2 - Una nuova era
- Bob van der Houven in Lilo & Stitch (2002)
- Paolo De Santis in Lilo & Stitch (2025)